# Nepal Army Club
El Nepal Army Club (नेपाल आर्मी क्लब en nepalés) es un equipo de fútbol de Nepal que juega en la Liga de Fútbol de Nepal, la liga de fútbol más importante del país.

## Historia
Fue fundado en el año 1951 en la capital Katmandú con el nombre Army XI, aunque postariormente cambiaron su nombre al de Tribhuban Army Club, y cambiaron a su nombre actual no hace mucho tiempo. Es el equipo que representa al Ejército de Nepal, por lo que la mayoría de sus jugadores son soldados. 
Han sido campeones de liga en una ocasión y también han ganado 1 título de copa y es uno de los equipos más consistentes de Nepal, ya que en años recientes han disputado los primeros lugares del torneo de liga.
A nivel internacional han participado en 1 torneo continental, la Recopa de la AFC 1997-98, en la cual fueron eliminados en la primera ronda por el East Bengal de la India.

## Palmarés
- Liga de Fútbol de Nepal: 1

1957/58
- Copa de Nepal: 1

1997

## Participación en competiciones de la AFC
| Temporada | Torneo           | Ronda | Club        | Resultado |
| --------- | ---------------- | ----- | ----------- | --------- |
| 1997/98   | Recopa de la AFC | 1     | East Bengal | 0-8, 0-3  |